# Rolf Heyne
Rolf Heyne (* 2. Mai 1928 in Berlin; † 8. Dezember 2000 in München) war ein deutscher Verleger.

## Leben
Rolf Heyne war der Sohn des Verlegers Wilhelm Heyne. Nach dem Abschluss seiner Ausbildung war er 1951 in den väterlichen Verlag eingetreten, der 1948 von Dresden nach München umgezogen war.
Heyne adaptierte Erfahrungen des amerikanischen Verlagswesen und brachte Unterhaltungsliteratur im Taschenformat heraus. Er konnte den Heyne Verlag zum zweitgrößten deutschen Taschenbuchverlag ausbauen. Einen seiner größten verlegerischen Erfolge hatte er mit dem Taschenbuch zur Fernsehserie Dornenvögel; von dem mehr als zwei Millionen Exemplare verkauft wurden.
Neben den Taschenbüchern etablierte Heyne auch ein Hardcover-Programm. Pro Monat erweiterte er sein Programm um rund 50 Neuerscheinungen.  Die Gesamtauflage beträgt 650 Millionen Buchexemplare. Mit einem Umsatzvolumen von 350 Millionen Mark hatte er eine Spitzenposition der Branche; der Verlag hat rund 200 Mitarbeiter.
Kurz vor seinem Tod unterzeichnete Heyne einen Fusionsvertrag mit dem Axel-Springer-Konzern und verschmolz die Verlagsgruppe Econ Ullstein ab 2001 mit dem Heyne-Verlag zur Verlagsgruppe Heyne Ullstein.
Heyne galt als Liebhaber schöner Künste und sammelte Jugendstil-Werke. Mit seiner Frau Roswitha hatte er einen Sohn und zwei Töchter.